# Warzywa (miesięcznik)
Warzywa – polski miesięcznik poświęcony zagadnieniom towarowej produkcji warzyw gruntowych i ziemniaków jadalnych wydawany przez Plantpress.

## Historia
Ukazuje się od 2003 roku, a od 2005 r. pismo wydawane jest przez Plantpress. „Warzywa” to miesięcznik, w którym co miesiąc zamieszczane są aktualne notowania cen warzyw oraz ziemniaków na hurtowych rynkach krajowych i zagranicznych. Znajdują się w nim porady naukowców, specjalistów z zakresu technologii uprawy, nawożenia oraz ochrony warzyw. Nie brakuje również artykułów o najnowszych rozwiązaniach w technice uprawy gleby, zbiorów oraz przygotowania warzyw do sprzedaży. Sporo miejsca zajmują nowości odmianowe oraz relacje z gospodarstw, spotkań, a także targów branżowych krajowych i zagranicznych.

## Redakcja
Redaktorem naczelnym miesięcznika jest Aleksandra Andrzejewska, pracująca w redakcji od 2004 roku. Czasopismo współtworzą redaktorzy: 
- dr inż. Aleksandra Czerwińska-Nowak
- dr inż. Dorota Łabanowska-Bury
- dr inż. Anna Wilczyńska
- dr inż. Joanna Klepacz-Baniak

## Stałe rubryki
- Ekonomika
- Temat numeru
- Uprawa
- Ekologia
- Odmiany
- Ochrona
- Mechanizacja
- Przechowalnictwo
- Ziemniaki jadalne